# Metropolia Atlanty
Metropolia Atlanty – metropolia Kościoła rzymskokatolickiego obejmująca stany Georgia, Karolina Południowa i Karolina Północna w południowo-wschodniej części Stanów Zjednoczonych.
Katedrą metropolitarną jest katedra Chrystusa Króla w Atlancie.

## Podział administracyjny
Metropolia jest częścią regionu XIV (FL, GA, NC, SC)
- Archidiecezja Atlanty
- Diecezja Charleston
- Diecezja Charlotte
- Diecezja Raleigh
- Diecezja Savannah

## Metropolici
- Paul Hallinan (1962 – 1968)
- Thomas Donnellan (1968 – 1987)
- Eugene Marino (1988 – 1990)
- James Lyke OFM (1991 – 1992)
- John Donoghue (1993 – 2004)
- Wilton Gregory (2005 – 2019)
- Gregory Hartmayer (od 2020)